# Croisette (monnaie)
Pour les articles homonymes, voir Croisette.

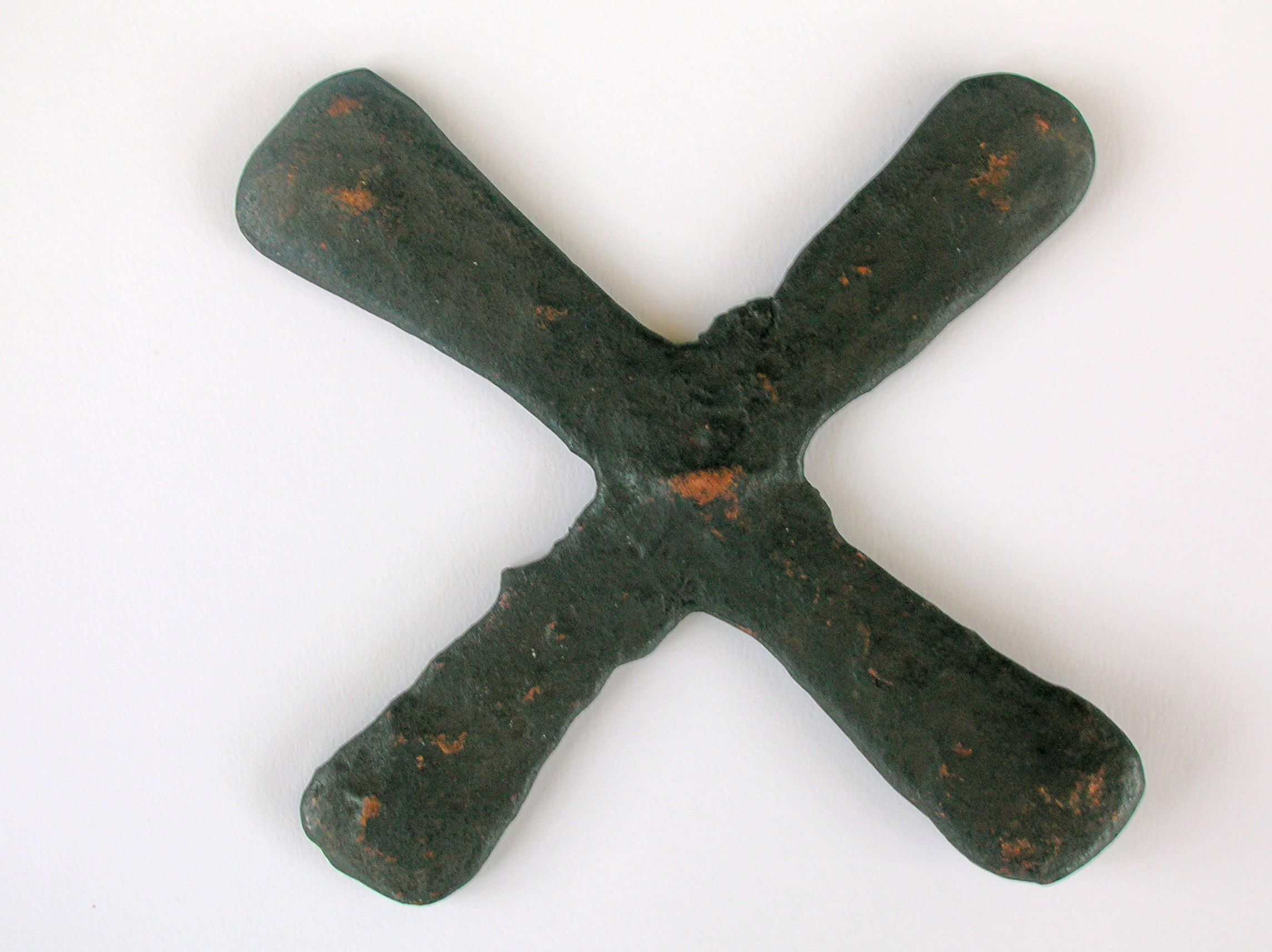
Une croisette du Katanga.

La croisette du Katanga, également appelée handa, est une croix en cuivre, d'environ 20 cm de long, pesant environ 1 kg.
Cet objet était utilisé au XIXe siècle et au début du XXe siècle, comme monnaie, dans certaines parties de l'actuelle République démocratique du Congo. Son nom vient de la région du Katanga, riche en cuivre, se trouvant dans le sud-est du pays.
On fabriquait les croisettes en déversant du cuivre en fusion dans des moules de sable.
Les premières croisettes en cuivre apparaissent au XIIIe siècle dans les tombes du sud du Katanga actuel au même moment que les cauris et les perles en pâte de verre, utilisés eux aussi comme moyen de paiement. Elles furent ensuite introduites dans les circuits d'échange par les grands commerçants arabes, qui les utilisèrent jusque sur la côte orientale, au Kenya.

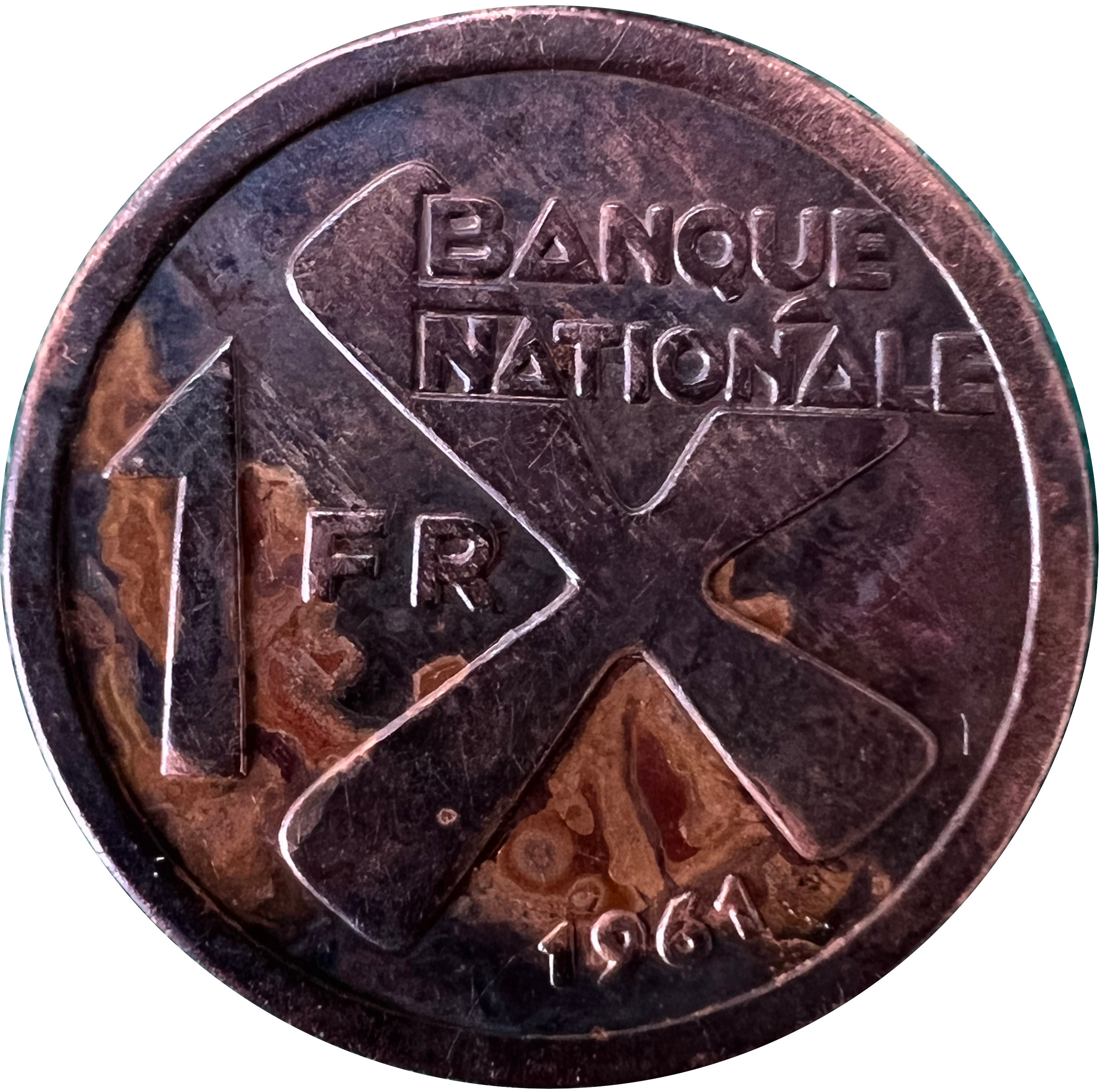
Revers de la pièce de 1 F émise par l'État du Katanga en 1961.

Drapeau de l'ancien État du Katanga (1960-1963) avec trois croisettes.

En termes de valeur d'échange, au XIXe siècle, une handa permettait d'acquérir 10 kg de farine, ou cinq ou six poulets. Dix handas permettait d'acheter une arme à feu. Elles servaient également, au début du XXe siècle, au paiement des compensations matrimoniales (que l'on peut comparer à la dot). En effet, le mariage d’une femme signifiait une perte de main d’œuvre pour la famille de la mariée, c’est pourquoi l’on offrait des croisettes en compensation. 
Lorsqu'en 1960 le Katanga décréta son indépendance, il frappa ses propres pièces de monnaie en cuivre d'une valeur de 1 et 5 francs (type 1961), sur lesquelles figuraient symboliquement des croisettes.
Trois croisettes rouges figurent sur le blason de Lubumbashi.